# 竹下勇
竹下勇（1869年12月4日—1949年7月1日），大日本帝國海軍大將與外交官，曾毫不遜色地協助處理日俄戰爭殘局，以及在第一次世界大戰後協助將德國屬地移交至日本手上。此外，他也是日本武術的贊助者與體育家，尤其專攻柔道、相撲與合氣道。

## 早年生活
竹下勇出生於薩摩藩鹿兒島（今鹿兒島縣）的武士家庭，當時名為「山本次郎」，在小時候就被竹下勇家族收養。

## 海軍與外交生涯
1892年，竹下勇成為第15屆海軍兵學校的學生，並以第3名（共80名學生）的成績畢業。1889年，竹下勇以海軍軍校學生的身份進入海軍服役，首次搭上裝甲護衛艦金剛號。1898年，海軍大學校成立，竹下勇也於同年入學。
由於竹下勇能說一口流利的英語，因此他被多次派往海外擔任海軍駐外武官。1902年10月，他被任命為駐美國日本海軍駐外武官。在任職期間，竹下勇在美國總統西奧多·羅斯福的日俄調停談判中積極介入，最後簽署了樸資茅斯條約，結束了日俄戰爭。1904年期間，他還幫助羅斯福總統延攬柔道教師山下義韶成為羅斯福的私人教練，以及安納波利斯海軍學院的教練。竹下勇曾經指揮多艘巡洋艦與戰艦，包含須磨號巡洋艦、春日號巡洋艦、出雲號裝甲巡洋艦、筑波號戰列巡洋艦與敷島級戰艦。
1917年，竹下勇成為駐美國日本外交使團、巴黎和會與國際聯盟的代表成員。在此期間，日本獲得了德國在中西太平洋地區的領地，竹下勇在當中發揮主導角色，因此獲頒勳一等旭日大綬章。1922年12月1日─1924年1月，竹下勇回到日本擔任聯合艦隊總司令，後來也派往吳鎮守府擔任總司令。1929年11月，竹下勇正式退伍。